# Rieupeyroux
Rieupeyroux település Franciaországban, Aveyron megyében. Lakosainak száma 1922 fő (2022. január 1.). Rieupeyroux La Capelle-Bleys, Castanet, Colombiès, Compolibat, Pradinas, Prévinquières, La Salvetat-Peyralès és Le Bas-Ségala községekkel határos.

## Népesség
A település népessége az elmúlt években az alábbi módon változott:
| Lakosok száma | 2492 | 2556 | 2348 | 2066 | 2020 | 1990 | 1974 | 1949 | 1940 | 1922 |
|               | 1968 | 1982 | 1990 | 2006 | 2013 | 2015 | 2017 | 2019 | 2020 | 2022 |